# 壓艙水

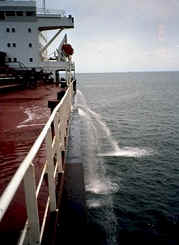
一艘貨船正在排放壓艙水到海洋。

壓艙水（英語：Ballast water），是現代船艦（貨輪、油輪等）為了維持空載運時船艦重心的穩定度，不至於輕易翻覆，而汲取海水、河水或湖水等到船艙內，以增加船艦的重量。

## 境外生物移入
當船艦汲取壓艙水的同時，也將大量水中生物汲取到船艦之中，這些生物在船艦載運貨物時，隨著壓艙水的排放，而被移到另一個地區的水體。這會導致當地生態系統受到外來物種的威脅。外來物種可能在沒有天敵的情況下急速繁殖，造成巨大的傷害。甚至是可能導致大規模的傳染性疾病的發生。
為此，國際船舶壓艙水管理會議，在2004年2月13日通過《国际船舶压载水和沉积物控制与管理公约》。

## 外部連結
- 海運界對於船舶排放壓艙水的管理與因應 （页面存档备份，存于）
- 台灣海運業界對於國際壓艙水公約認知之探討